# Setsuko Sasaki
Setsuko Sasaki (en japonès 佐々木 節子 Sasaki Setsuko; 16 d'octubre de 1944) va ser una jugadora de voleibol japonesa que va competir durant la dècada de 1960.
El 1964 va prendre part en els Jocs Olímpics de Tòquio, on guanyà la medalla d'or en la competició de voleibol. En el seu palmarès també destaca la victòria al Campionat del Món de voleibol de 1967.